# Daniel Searle
Pour les articles homonymes, voir Searle.
Daniel Searle (XXVIIe siècle) était un planteur de tabac anglais, qui joua un rôle important dans l'histoire de la Barbade en devenant gouverneur de l'île en 1652 lorsque celle-ci fut soumise par la New Model Army lors de l'expédition de la Barbade et jusqu'en 1660.

## Biographie
Il a été nommé gouverneur de l'île en 1652 lorsque celle-ci fit sa soumission à Sir George Ayscue, commandant une escadre du Parlement. En décembre 1654, il fut nommé parmi les trois commissaires civils qui devaient partager la direction du Western Design avec les amiraux Venables et Penn. Lors du passage de la flotte à la Barbade en 1655, avant la conquête de la Jamaïque, il autorisa la levée d'un régiment de volontaire par le colonel Lewis Morris mais resta sur place.
Il resta gouverneur de la Barbade jusqu'à la Restauration anglaise de 1660, au moment où le baron Francis Willoughby de Parham lui succéda. Il conserva son siège de membre du conseil de la colonie.